# United Baltic Corporation
Die United Baltic Corporation Limited (UBC) mit Sitz in London ist eine britische Linienreederei.

## Geschichte
Da nach dem Ende des Ersten Weltkriegs kein direkter Liniendienst mehr zwischen London und den nunmehr für ihre Unabhängigkeit kämpfenden Baltischen Staaten bestand, trat König Georg V. an den schottischen Reeder und damaligen britischen Munitionsminister Andrew Weir (1865–1955), den späteren Lord Inverforth, mit dem Auftrag heran, eine neue Reederei für diese Linie zu gründen. Das Unternehmen wurde am 20. Mai 1919 zu gleichen Teilen von der Londoner Reederei Andrew Weir & Company sowie der Kopenhagener Reederei Det Østasiatiske Kompagni (EAC) gegründet und begann zunächst mit Chartertonnage Passagier- und Frachtliniendienste zwischen London, Polen und den Baltischen Staaten aufzubauen. Im Juni 1920 erwarb die Reederei den ersten eigenen gebrauchten Dampfer und noch im selben Jahr kamen zwei weitere Schiffe hinzu. Emigranten aus dem Ostseeraum erhielten durch diesen Dienst direkten Zugang von den East India Docks zu den nach Amerika abgehenden Linienverkehren. 1922 verlegte die UBC ihren Hafenbetrieb in London zur Hays Wharf und in den 1930er Jahren erweiterte man den Dienst durch Anschlüsse nach Newcastle. 1935 übernahm UBC die Liverpooler Reederei MacAndrews & Company, die Dienste zur iberischen Halbinsel, Nordafrika und den Kanarischen Inseln unterhielt und nach der Übernahme eigenständig weiterarbeitete. Kurz vor Ausbruch des Zweiten Weltkriegs wurden drei Tochtergesellschaften, Anglo-Latvian Steamship Company, Anglo-Lithuanian Steamship Company und Anglo-Estonian Steamship Company gegründet. Während des Krieges wurde die Reederei unter der Kontrolle der britischen Admiralität und dem Ministry of War Transport fortgeführt.
Nach der kriegsbedingten Unterbrechung nahm das Unternehmen 1946 den Dienst nach Polen in Zusammenarbeit mit Polish Ocean Lines wieder auf. 1947 erwarb die UBC drei ehemals deutsche Schiffe des Typs Hansa „A“, um Kriegsverluste auszugleichen. Da die Linien zu den jetzt sowjetisch kontrollierten baltischen Staaten unterbrochen blieben, erweiterte man das Liniennetz in Zusammenarbeit mit der finnischen Reederei Finska Ångfartygs Aktiebolaget auf finnische Häfen. Die Passagierbeförderung im großen Maßstab wurde nach dem Verkauf des letzten Passagierschiffs im Jahr 1947 aufgegeben, wobei ein Teil der Frachtschiffe weiterhin sechs bis zwölf Fahrgäste mitnehmen konnte.

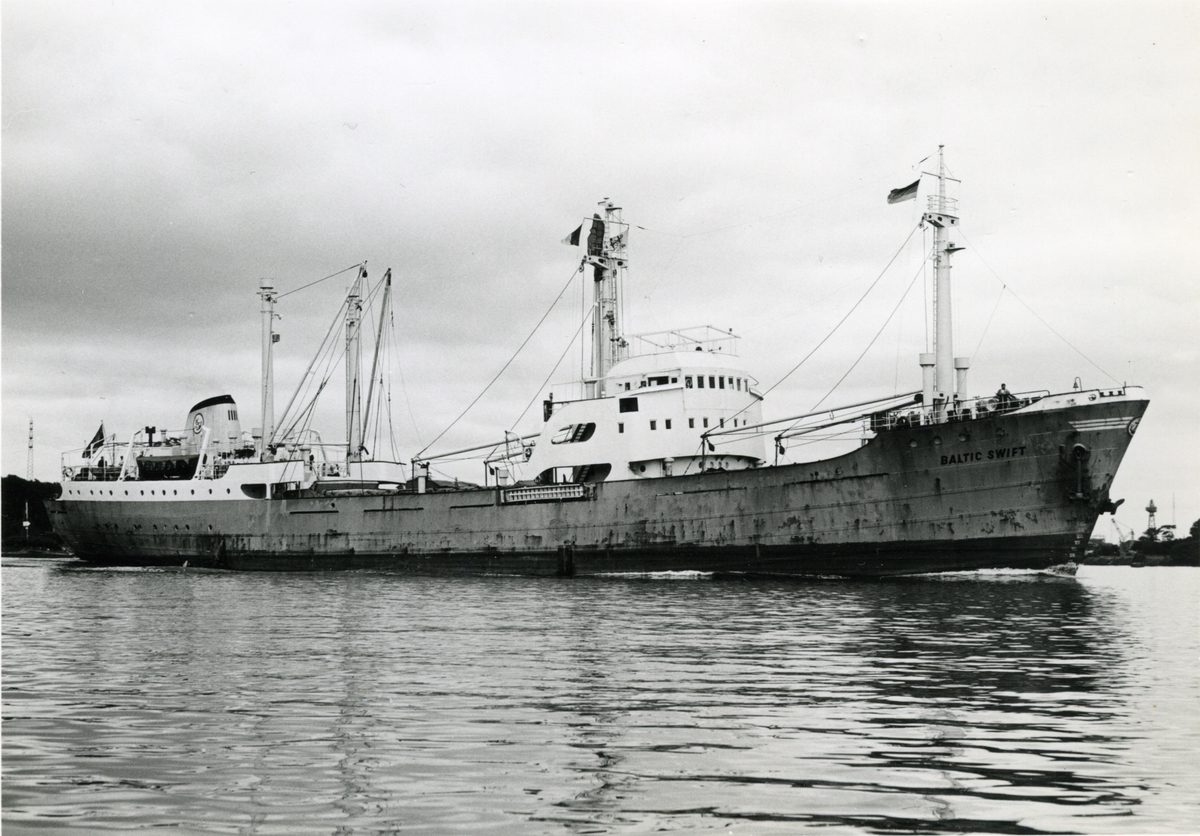
Vom Ottensener Eisenwerk erhielt UBC im März 1957 die Baltic Swift

In den 1950er Jahren begann die UBC eine Zusammenarbeit mit der Hamburger Reederei Rob. M. Sloman unter dem Namen United Sloman Mediterranean Line. In den frühen 1960er Jahren diversifizierte die United Baltic Corporation ihre Geschäftsbereiche und gründete bzw. übernahm weitere Unternehmen: Anglo-Finnish Steamship Company, Frame & Company, Initial Metals, United Baltic Airways, United Baltic Corporation GmbH Germany und United Baltic Corporation U.S.A. In den 1970er Jahren stellte die Reederei einen Teil der Dienste auf RoRo-Schiffe um. Nach der Übernahme des 50-prozentigen Anteil der EAC wurde Andrew Weir im Jahr 1982 zum Alleineigner der UBC. Im Januar 1998 brachte die UBC ihre durch die United Baltic Corporation GmbH Germany geführte Schifffahrtsagentur am Nord-Ostsee-Kanal in das Gemeinschaftsunternehmen UCA United Canal Agency ein, unter dessen Dach die drei Kanalagenturen Karl Grammerstorf, United Baltic Corporation und Zerssen & Co. betrieben werden. Andrew Weir führte den Betrieb der UBC zuletzt unter der Dachgesellschaft Andrew Weir Shipping Baltic Services weiter und stellte ihn 2003 schließlich ein. 2003 wurde MacAndrews & Company an die französische Reederei CMA CGM veräußert und bis zum Jahr 2005 wurden auch die drei letzten eigenen Schiffe der UBC verkauft, um den Bau der Point-Klasse zu finanzieren. Das Unternehmen UBC ist aber weiterhin eingetragen.